# W3Perl
W3Perl est un logiciel de mesure d'audience sous licence GPL. Il peut lire des fichiers de log d'un serveur web/FTP/Mail/DHCP/CUPS ou Squid, aussi bien sous une forme compressée que fragmentée. La plupart des formats de fichier sont supportés (Web : CLF/ECLF/NECLF sous Unix, IIS/W3C sous Microsoft ; Mail : Postfix/Sendmail/Exim).
La sortie est disponible sous la forme de pages HTML avec des graphes et des tableaux triables. Les statistiques peuvent être
lancées depuis la ligne de commande ou depuis un navigateur web.

## Fonctionnalités
Les fonctionnalités essentielles comme les statistiques sur les machines, les pages lues, les scripts utilisés, les pays d'origine, les types de fichier, le trafic, les heures d'affluence, les jours, les semaines, les mois, les pages de provenance, les navigateurs, les erreurs sont disponibles ainsi que certaines uniques à W3Perl comme les statistiques temps réel, les sessions ou les virus.

## Administration
W3Perl dispose d'une interface d'administration qui permet de générer des fichiers de configuration depuis une interface web. Il est possible également de gérer ses fichiers de configuration, de mettre à jour le logiciel, de lancer les statistiques et de voir les sorties obtenues.

## Compatibilité
Écrit en Perl, W3Perl peut être installé sur n'importe quel système d'exploitation supportant Perl. Il est donc possible de
l'utiliser sur Unix/Windows ou Macintosh. Les utilisateurs sous Windows disposent d'un installeur spécifique grâce au logiciel NSIS. 

## Licence
W3Perl est distribué sous la licence GNU GPL.

## Problèmes liés à la sécurité
Le lancement des scripts depuis l'interface d'administration doit être restreint avec un mot de passe. Le blocage des pourriels a
été rajouté récemment mais basé sur une liste noire, le fichier doit être mis à jour régulièrement. Les statistiques temps réel sont
limitées à une seule occurrence pour éviter un usage trop intensif de la machine.

## Alternatives
Il existe d'autres outils gratuits :
- Analog est écrit en C (et donc très rapide) mais il lui manque quelques fonctionnalités comme les statistiques sur les sessions.
- AWStats dispose d'une large base d'utilisateurs, est très puissant mais manque néanmoins certaines des fonctionnalités de W3Perl.
- Piwik est un ensemble de scripts en PHP utilisant une base de données MySQL.
- Webalizer est offert par de nombreux FAI car il est simple et rapide. Malheureusement le logiciel n'a pas été mis à jour depuis 2002.